# Cedar Falls
Cedar Falls é uma cidade localizada no estado americano de Iowa, no Condado de Black Hawk.

## Demografia
Segundo o censo americano de 2000, a sua população era de 36.145 habitantes.
Em 2006, foi estimada uma população de 36.940, um aumento de 795 (2.2%).

## Geografia
De acordo com o United States Census Bureau tem uma área de
74,8 km², dos quais 73,3 km² cobertos por terra e 1,5 km² cobertos por água. Cedar Falls localiza-se a aproximadamente 280 m acima do nível do mar.

## Localidades na vizinhança
O diagrama seguinte representa as localidades num raio de 16 km ao redor de Cedar Falls.